# Nielba Wągrowiec (piłka nożna)
Nielba Wągrowiec – polski klub piłkarski z Wągrowca, występujący w IV lidze.

## Sukcesy
- 4. miejsce w II lidze - 2008/09
- 1/16 finału Pucharu Polski - 2009/10

## Informacje ogólne
- Data założenia: 26 kwietnia 1925
- Barwy: żółto-czarne
- Adres: ul. Kościuszki 59, 62-100 Wągrowiec
- Prezes: Ryszard Kołacki
- Trener: Łukasz Osiecki (od lipca 2023)
- Stadion: Stadion OSiR im. Stanisława Bąka w Wągrowcu 
  - pojemność: ok. 2500 miejsc (wszystkie siedzące po modernizacji) + klatka ok. 300 miejsc stojących
  - oświetlenie: brak
  - wymiary boiska: 102 m x 66 m

## Historia
Miejski Klub Piłkarski Nielba Wagrowiec powstał w 1925 roku w Wągrowcu. Od tego czasu nieprzerwanie występował w najwyżej IV lidze. Nielba 4 razy występowała w barażach o III ligę. W pierwszym swoim podejściu wągrowiecka drużyna ograła jedenastkę Wielimia Szczecinek, jednak przez reorganizację rozgrywek nie została do nich dopuszczona. Kolejne dwie próby awansu miały miejsce w sezonach 2004/2005 i 2005/2006, w których to Nielba przegrywała z zespołami Kani Gostyń i Jaroty Jarocin. W sezonie 2006/2007 Nielba występowała w IV lidze (Wielkopolska Północ) razem z m.in. Groclinem Dyskobolią II Grodzisk Wielkopolski, Promieniem Remesem Opalenicą i Sokołem Pniewy, osiągając mistrzostwo i po raz czwarty w historii awansując do baraży o III ligę. Tym razem jednak okazała się lepsza od drużyny Piasta Kobylin osiągając historyczny, pierwszy awans do III ligi. W sezonie 2007/2008 klub z Wagrowca zagrał w III lidze gr. 2 z m.in. Mieszkiem Gniezno, TKP Toruń czy też Kaszubią Kościerzyna plasując się ostatecznie na 3 pozycji, co jest największym sukcesem w dotychczasowej historii klubu. Po reorganizacji rozgrywek w 2008 r. zespół z Wągrowca gra w II lidze gr. zachodniej z m.in. Zawiszą Bydgoszcz, Zagłębiem Sosnowiec, Rakowem Częstochowa czy też Turem Turek. 27 sierpnia 2008 klub odniósł historyczny sukces eliminując z Pucharu Polski Śląsk Wrocław, po zwycięstwie 1-0. Zwycięską bramkę zdobył Tomasz Mikołajczak. W 1/16 wągrowiecki zespół odpadł jednak z rozgrywek po porażce 0-3 z warszawską Polonią na własnym stadionie.
Od sezonu 2008/2009 utworzono również zespół rezerw Nielba II Wągrowiec, występujący w klasie okręgowej podlegającej pod pilski OZPN.

## Sezon po sezonie
| Sezon   | Liga                                   | Pozycja | Punkty | Bramki | Uwagi                                  |
| ------- | -------------------------------------- | ------- | ------ | ------ | -------------------------------------- |
| 2001/02 | Liga okręgowa (grupa: Piła)            | 5       | 50     | 74-41  |                                        |
| 2002/03 | Liga okręgowa (grupa: Piła)            | 1       | 76     | 99-27  | awans                                  |
| 2003/04 | IV liga (grupa: wielkopolska (północ)) | 5       | 57     | 59-23  |                                        |
| 2004/05 | IV liga (grupa: wielkopolska (północ)) | 1       | 68     | 89-24  | przegrany baraż z Kanią Gostyń         |
| 2005/06 | IV liga (grupa: wielkopolska (północ)) | 1       | 79     | 91-18  | przegrany baraż z Jarotą Jarocin       |
| 2006/07 | IV liga (grupa: wielkopolska (północ)) | 1       | 84     | 101-16 | wygrany baraż z Piastem Kobylin, awans |
| 2007/08 | III liga (grupa 2)                     | 3       | 55     | 58-30  |                                        |
| 2008/09 | II liga (grupa: zachodnia)             | 4       | 57     | 62-44  |                                        |
| 2009/10 | II liga (grupa: zachodnia)             | 5       | 55     | 48-38  |                                        |
| 2010/11 | II liga (grupa: zachodnia)             | 9       | 50     | 61-51  |                                        |
| 2011/12 | II liga (grupa: zachodnia)             | 17      | 29     | 36-62  | spadek                                 |
| 2012/13 | III liga (grupa II)                    | 4       | 50     | 58-41  |                                        |
| 2013/14 | III liga (grupa II)                    | 8       | 54     | 58-41  |                                        |
| 2014/15 | III liga (grupa II)                    | 6       | 56     | 54-42  |                                        |
| 2015/16 | III liga (grupa II)                    | 14      | 23     | 32-68  | spadek                                 |
| 2016/17 | IV liga (grupa wielkopolska północna)  | 4       | 58     | 69-47  |                                        |
| 2017/18 | IV liga (grupa wielkopolska północna)  | 7       | 50     | 51-48  |                                        |
| 2018/19 | IV liga (grupa wielkopolska)           | 1       | 89     | 103-41 | awans                                  |
| 2019/20 | III liga (grupa II)                    | 14      | 16     | 22-38  |                                        |
| 2020/21 | III liga (grupa II)                    | 14      | 47     | 74-59  | spadek                                 |
| 2021/22 | IV liga (grupa wielkopolska)           | 2       | 74     | 70-41  |                                        |
| 2022/23 | IV liga (grupa wielkopolska)           | 2       | 70     | 71-34  |                                        |
| 2023/24 | IV liga (grupa wielkopolska)           | 6       | 57     | 70-45  |                                        |

| Oznaczenie kolorami |
| ------------------- |
| III poziom ligowy   |
| IV poziom ligowy    |
| V poziom ligowy     |